# Davy Tweed
David Alexander Tweed, detto Davy (Ballymoney, 13 novembre 1959 – 28 ottobre 2021), è stato un rugbista a 15 e politico britannico.
Proveniva dall'Irlanda del Nord. Da giocatore seconda linea, rappresentò per più di trenta volte la provincia dell'Ulster e in quattro occasioni l'Irlanda; acceso unionista affiliato all'Ordine di Orange, fu eletto al consiglio distrettuale di Ballymena nel 1997 nelle file del Partito Unionista Democratico, formazione che lasciò nel 2010 per entrare nella Voce Unionista Tradizionale. Nel 2013 fu riconosciuto colpevole di abusi sessuali nei confronti di due ragazze all'epoca dei fatti minorenni e condannato a otto anni di detenzione

## Biografia

### Carriera rugbistica
Militò per tutti gli anni ottanta e buona parte dei novanta nella formazione del Ballymena e quella provinciale dell'Ulster, esordendo in Nazionale irlandese nel 1995 e divenendone il più anziano debuttante a 35 anni e 111 giorni, record tuttora imbattuto.
Acceso unionista filobritannico, quando debuttò in Nazionale gli fu attribuita una battuta destinata a suscitare polemiche, «Ho giocato 30 volte per il mio Paese (l'Ulster) e una per l'Irlanda»; a suo carico anche alcune leggende mai né confermate né smentite, quale quella che vuole che durante il suo incontro di debutto con l'Irlanda Tweed vestisse sotto la maglia verde quella rossa dell'Ulster e che durante l'esecuzione dell'inno della Repubblica d'Irlanda Amhrán na bhFiann egli avesse intonato God Save the Queen, inno britannico.
La sua carriera internazionale durò quattro incontri, l'ultimo dei quali a Bloemfontein contro il Giappone nel corso della Coppa del Mondo di rugby 1995 in Sudafrica.
Disputò la prima edizione della Heineken Cup con l'Ulster poi giunse il ritiro nel 1996.

### Carriera politica
Tweed fu eletto per la prima volta a una carica pubblica nel 1997, quando vinse un seggio nel consiglio distrettuale di Ballymena nelle file del Partito Unionista Democratico (DUP); si ripresentò nel 2001 e nel 2005, venendo eletto una seconda e terza volta.
Fu tra gli esponenti del partito a rifiutare di appoggiare una campagna a favore della condivisione di poteri con il Sinn Féin nel 2007 e, nel 2009, lasciò il DUP per affiliarsi alla Voce Unionista Tradizionale (TUV) per il quale si presentò candidato nel 2011, ancora al consiglio distrettuale di Ballymena, venendo eletto.

### Vicende giudiziarie
Tweed è comparso varie volte nelle cronache giudiziarie nordirlandesi; una prima volta nel 1997 subito dopo la sua elezione a membro del consiglio distrettuale di Ballymena, quando fu riconosciuto colpevole di aggressione.
Nel 2006, dopo la brutale aggressione a un giovane cattolico di Ballymena da parte di alcuni coetanei unionisti, Tweed criticò, durante una seduta concilare, l'educazione ricevuta dalla vittima e il clima di intimidazione messo in atto dai cattolici contro i protestanti nel settore settentrionale della città.
A fine 2007 Tweed fu fermato alla guida in stato di ubriachezza, e condannato pochi mesi più tardi a un anno di sospensione della patente e 250 sterline di ammenda.
Nel 2009 dovette fronteggiare l'accusa più grave tra quelle mosse a suo carico, ovvero quella di abusi sessuali su due ragazze originariamente minorenni in un periodo di 8 anni tra il 1988 e il 1996; di 13 capi d'imputazione fu assolto da uno e condannato per gli altri, con susseguente condanna a otto anni di reclusione nel gennaio 2013 nonché espulsione dall'Ordine di Orange.